# Stanisław Sroka (działacz państwowy)
Stanisław Sroka (ur. 12 września 1941 w Woli Malowanej, zm. 27 kwietnia 2014 we Wrocławiu) – polski działacz państwowy, zootechnik i nauczyciel, doktor nauk rolniczych, w latach 1984–1990 przewodniczący Prezydium Wojewódzkiej Rady Narodowej w Lesznie.

## Życiorys
Syn Józefa i Bronisławy. W 1960 ukończył Liceum Pedagogiczne im. Jana Władysława Dawida w Częstochowie, a następnie w 1966 studia na Wydziale Zootechnicznym Wyższej Szkoły Rolniczej we Wrocławiu. Od 1966 do 1967 odbywał roczny staż w PGR-ach w Ślubowie i Glince. Później był kierownikiem gospodarstwa w Zakładzie Rolnym w Tarpnie. W 1986 na macierzystej uczelni obronił doktorat pt. Analiza użytkowości jałowic i buhajków w zależności od chorób przebytych w okresie wychowu napisany pod kierunkiem Tadeusza Szulca.
Od 1971 pracował w Zespole Szkół Rolniczych w Grabonogu, od 1974 jako zastępca, a od 1977 jako dyrektor placówki. Uzyskał stopień nauczyciela dyplomowanego, należał też do Rady Oświaty Rolniczej przy Ministerstwie Rolnictwa i Gospodarki Żywnościowej. Przyczynił się do utworzenia uniwersytetu ludowego w Grabonogu oraz izby pamięci i biblioteki poświęconej Edmundowi Bojanowskiemu, a także do ocalenia i restauracji dworku w tej miejscowości. Autor publikacji i opracowań dotyczących rolnictwa i historii regionu, był inicjatorem powołania Stowarzyszenia bł. Edmunda Bojanowskiego oraz powstania lokalnych czasopism południowo-wschodniej Wielkopolski (m.in. Przyjaciela Ludu). W 2007 przeszedł na emeryturę.
Był radnym Gminnej Rady Narodowej w Piaskach, a od 1984 do 1990 przewodniczącym Prezydium Wojewódzkiej Rady Narodowej w Lesznie.
Zmarł po długiej chorobie. Został pochowany 30 kwietnia 2014 na cmentarzu w Pępowie.

## Odznaczenia
Odznaczony m.in. Nagrodą i Medalem Zygmunta Glogera (2006), Nagrodą im. księdza dr Bolesława Domańskiego, a także wyróżnieniami resortowymi. Wyróżniano także założone przez niego muzeum.